# Đurđica Kunješić
Đurđica Kunješić (* 18. Juni 1970) ist eine kroatische Fußballspielerin.
Kunješić debütierte am 7. September 1996 im Playoff Spiel um den Auf-/oder Abstieg der Class A o. B. Europameisterschaft gegen die Schweiz in Marly. Dieses Spiel ging 2:3 verloren. Weitere Berufungen folgten nicht mehr. 